# Marcus Jacob Marx
Jakob Marx (auch: Iacob Marx und Markus Jacob Marx sowie Marcus Jacob Marx und Marx Jacob Marx, aber auch Mordechai; geboren 1743 in Bonn; gestorben 24. Januar 1789 in Hannover) war ein deutscher Arzt und Hofmedicus.

## Leben
Mordechai oder Marcus Jacob Marx entstammte einer jüdischen Familie. Sein Vater war der in Bonn lebende und vermögende Jokew.
Marx studierte Medizin in Halle an der Friedrichs-Universität, an der er 1765 den Doktorgrad errang. Anschließend begab er sich auf längere wissenschaftliche Studienreisen in die Niederlande und nach England, wo er insbesondere zu dem Mediziner John Fothergill in nähere Beziehung trat. Seine Habilitation erlangte Marx angeblich in Hannover, wo er bis zu seinem Tode als niedergelassener Arzt durch seine Zeitgenossen geschätzt wurde.
Am 4. November 1782 wurde Marx durch den Kurfürsten Maximilian Friedrich in Bonn der Titel eines Hofmedicus verliehen. Als solcher beschäftigte sich Marx auch schriftlich unter anderem mit der Empfehlung von gerösteten Eicheln als tonisirendes Heilmittel gegen verschiedene Erkrankungen der Brust- und Bauchorgane (siehe die Schriften).
Marcus Jacob Marx hatte eine Tochter, die 1789 oder später auf dem heutigen Jüdischer Friedhof Bonn-Schwarzrheindorf bestattet wurde; ihr Grabstein ist erhalten, doch ging in der hebräischen Inschrift der Name der Tochter verloren.
Marx starb am 24. oder 25. Januar 1789 in Hannover.

## Grabmal auf dem Alten Jüdischen Friedhof an der Oberstraße
Das Grabmal des 1789 verstorbenen Hofmedicus findet sich auf dem Alten Jüdischer Friedhof an der Oberstraße. Das dortige Standmal mit der Grabnummer 265 (2), als Foto abgelichtet in den Hannoverschen Geschichtsblättern, findet sich nördlich des Grabmals 264 des am 5. Januar 1794 verstorbenen Leiser Marx. Die hebräische Inschrift für den Hofmedicus lautet übersetzt:

„Bleibet ihr Wanderer stehen und sehet, hier ist begraben der Körper von Mordechai dem Arzt, doch seine Seele ist geknüpft an den Bund des ewigen Lebens, wenig waren die Tage seines Lebens, doch waren sie viel durch sein Werk, das mit ehernen Griffel eingegraben sein wird.“

## Schriften (Auswahl)
- De spasmis, sive motibus convulsivis, optimaque iisdem medendi ratione, 1765
- Observata quaedam medica, 1772
- Observationes medicarum, 1774
  - in deutscher Übersetzung von Benedict Boehm unter dem Titel: Vermischte medizinische Beobachtungen, 3 Teile, 1786/1787
- Abhandlung von der Schwindlungensucht und den Mitteln wider dieselbe. Hannover 1784
- Anweisung wie man Blatternpatienten auf eine einfache und wenig kostbare Art behandlen solle, 1784
- Geschichte der Eicheln und Erfahrungen über die Diät und medic. Gebrauch derselben, 1784 (1788)
- Bestätigte Kräfte der Eicheln, 1787